# توماس مارشال هاو
توماس مارشال هاو (بالإنجليزية: Thomas Marshall Howe)‏ هو سياسي أمريكي، ولد في 20 أبريل 1808 في ويليامزتاون في الولايات المتحدة، وتوفي في 20 يوليو 1877 في بيتسبرغ في الولايات المتحدة. حزبياً، نشط في الحزب الجمهوري. وقد انتخب عضو مجلس النواب الأمريكي.